# Florencia (Cauca)
Florencia è un comune della Colombia facente parte del dipartimento di Cauca.
Il centro abitato venne fondato da Sebastian de Belalcazar nel 1535.